# Lou Lepori
Lou Lepori oder Pierre Lepori (* 1968 in Lugano) ist ein Schweizer Theater- und Literaturwissenschafter, Journalist, Übersetzer, Schriftsteller und Theaterregisseur.

## Leben und Wirken
Lou Lepori studierte in Siena Sprach- und Literaturwissenschaft. An der Universität Bern promovierte er in Theaterwissenschaft. Seine Dissertation wurde  als Essay unter dem Titel Il teatro nella Svizzera italiana : la generazione dei fondatori (1932–1987) publiziert und erhielt den Migros-Preis 2005. Zudem hat er biografische Essays über Alberto Canetta  (2007),  Luigi Pirandello (2020) und Philippe Rahmy (2023) geschrieben. Er war ebenfalls Leiter der italienischsprachigen Redaktion des Theaterlexikons der Schweiz.
Lepori erhielt für sein poetisches Début Qualunque sia il nome im Jahr 2004 einen Einzelwerkpreis der Schweizerischen Schillerstiftung. Sein erster Roman Grisù erschien im Jahr 2007. Im Jahr 2011 folgte sein zweiter Roman Sessualità. Dieser erschien zeitgleich bei drei Verlagen in drei Landessprachen, zusätzlich, als helvetisches Novum, in einer dreisprachigen Fassung in limitierter Auflage.
Lepori ist zudem Übersetzer aus dem Französischen ins Italienische (Monique Laederach, Gustave Roud, Claude Ponti, Mathilde Vischer) und aus dem Italienischen ins Französische (Leopoldo Lonati, Sandro Penna). Er war Redaktor der Zeitschriften für Schweizer Literatur Feuxcroisés und Viceversa Literatur (2006 bis 2010). Er gehörte zu den Initianten des Online-Literaturportals www.culturactif.ch und gründete 2009 die Queer-Zeitschrift Hétérographe, revue des homolittératures ou pas:
Lepori arbeitet in Lausanne. Er ist für die Kultursender des Schweizer Radios Rete Due tätig.

## Veröffentlichungen
- Qualunque sia il nome. Gedichte. Casagrande, Bellinzona 2003.
  - Französisch: Editions d’en bas, Lausanne 2010.
  - Englisch: Spuyten Duyvil, New-York City, 2017.
- Vento. Gedichte. LietoColle, Faloppio 2004.
- Grisù. Roman. Casagrande, Bellinzona 2007.
  - Sans peau. Roman. Selbstübertragung ins Französische. Editions d’en bas, Lausanne 2013.
- Di rabbia / De rage. Gedichte. Französisch von Mathilde Vischer. Sottoscala, Bellinzona 2010.
- Sessualità. Roman. Casagrande, Bellinzona 2011.
  - Sexualité. Selbstübertragung ins Französische. Editions d’en bas, Lausanne 2011.
  - Sexualität. Deutsch von Jacqueline Aerne. verlag die brotsuppe, Biel 2011.
- Strade bianche. Gedichte. Novara, Interlinea 2013.
- Come cani. Roman. Milano, Effigie, 2015.
  - Comme un chien. Selbstübertragung ins Französische: Editions d’en bas, Lausanne 2015.
- Nuit américaine, roman, Selbstübertragung ins Französische: Editions d’en bas, Lausanne 2018.
- Quasi amore, Gedichte, Bellinzone, Sottoscala, 2018.
  - English: Almost Love, Toronto, Guernica Editions, 2022.
- Klaus Nomi Projekt, Buch und CD (mit Cédric Leproust, Marc Berman, Albertine Zullo), Lausanne, Éditions Humus, 2018.
- Le Théâtre de Luigi Pirandello, essai, Lausanne, Éditions Ides et Calendes, 2020.